# Тунебру, Сара
Сара Кристина Тунебру (швед. Sara Kristina Thunebro; род. 26 апреля 1979, Стренгнес, Сёдерманланд) — шведская футболистка, игравшая на позиции левой защитницы. Известна по клубным выступлениям за шведские команды «Эскильстуна», «Тюресё» и «Юргорден», а также за немецкий «Франкфурт». В составе сборной Швеции сыграла 132 матча, выступив на чемпионатах Европы 2009 и 2013 годов, чемпионатах мира 2007, 2011 и 2015 годов, Олимпийских играх 2008 и 2012 годов. Была известна на поле благодаря белой повязке на голове, которую надевала во многих матчах.

## Карьера

### Клубная
Футболом занимается с шести лет. Воспитанница клуба «Вилян». В чемпионате Швеции прославилась во время выступлений за «Юргорден», выиграв с ним дважды чемпионат страны (2003 и 2004), дважды кубок (2004 и 2005) и дойдя до финала Кубка УЕФА в 2005 году (проиграла в финале потсдамской «Турбине»). С 2009 по 2013 годы выступала за «Франкфурт». Дважды выигрывала приз лучшей футболистки-защитницы Швеции. Карьеру завершала в Швеции.

### В сборной

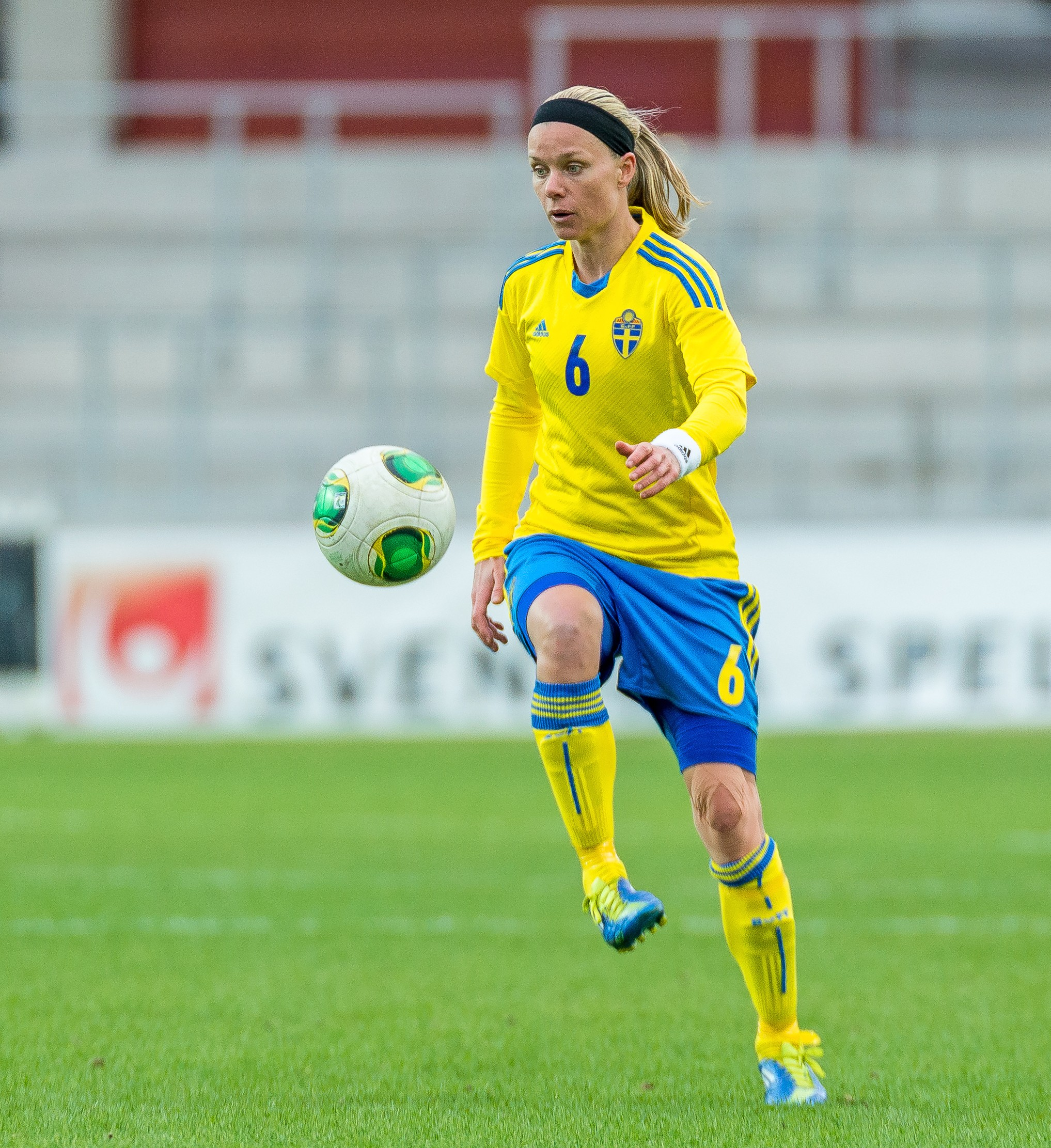
Тунебру в 2013 году

В сборной провела 83 игры, забив 3 гола. Участвовала в чемпионатах мира 2007 и 2011 годов, завоевав на последнем чемпионате мира бронзовые награды. Участвовала в Олимпийских играх 2008 и 2012 годов, чемпионате Европы 2009 года. Объявила о том, что покинет сборную после домашнего чемпионата Европы 2013.

## Личная жизнь
Увлекается гольфом и ездой на мотоцикле. Не пользовалась услугами агента за время своей карьеры ни разу. Некоторое время она носила повязку на голове, чтобы её бабушка могла легко её узнать во время матчей.